# Ікеуті Ютака
Ікеуті Ютака (яп. 池内 豊, нар. 25 серпня 1961, Айті) — японський футболіст, що грав на позиції захисника.

## Клубна кар'єра
Грав за команду Toyoda Automatic Loom Works, Фудзіта.

## Виступи за збірну
Дебютував 1983 року в офіційних матчах у складі національної збірної Японії. У формі головної команди країни зіграв 8 матчів.

## Статистика
Статистика виступів у національній збірній.
| Збірна Японії | Збірна Японії | Збірна Японії |
| Роки          | Ігри          | голи          |
| ------------- | ------------- | ------------- |
| 1983          | 3             | 0             |
| 1984          | 1             | 0             |
| 1985          | 4             | 0             |
| Усього        | 8             | 0             |